# Roony Bardghji
Roony Bardghji (* 15. November 2005 im Kuwait) ist ein schwedischer Fußballspieler. Er spielt in Spanien für den FC Barcelona. Des Weiteren ist er schwedischer U21-Nationalspieler.

## Karriere

### Verein
Roony Bardghji, dessen aramäische-christliche Familie aus Syrien stammt, kam 2012 mit seiner Familie nach Schweden und spielte als Kind zunächst bei den südschwedischen Amateurvereinen Rödeby AIF und Kallinge SK, bevor er in die Jugendabteilung des Spitzenklubs Malmö FF wechselte. Im Juli 2020 zog es ihn über die Öresundbrücke, die Schweden mit Dänemark verbindet, in die Fußballschule des FC Kopenhagen, wo er im November 2020 an seinem 15. Geburtstag einen Jugendvertrag erhielt. Am 21. November 2021 debütierte Bardghji im Alter von 16 Jahren in der Superliga, als er beim 1:1 im Heimspiel gegen Aarhus GF eingesetzt wurde und dabei gleich in der Startelf stand. Eine Woche später gelang ihm beim 3:1-Sieg bei Aalborg BK mit dem Treffer zum 2:1 sein erstes Tor für die Profis des FC Kopenhagen. Mit seinem Debüt eine Woche zuvor sowie mit seinem Treffer im Ligaspiel gegen Aalborg BK wurde Roony Bardghji zum zweitjüngsten Spieler, der jemals in der Superligæn spielte, und zudem ist er nun der jüngste Torschütze in der Geschichte der höchsten dänischen Spielklasse. Nach diesen beiden Spielen begann die Winterpause. Im Juli 2025 wechselte er zum FC Barcelona.

### Nationalmannschaft
Roony Bardghji gab am 7. August 2021 im Freundschaftsspiel gegen Dänemark (0:1) sein Debüt für die schwedische U17-Nationalmannschaft.

## Erfolge
FC Kopenhagen
- Dänischer Meister: 2022